# نيكولاس ماراتزي
نيكولاس ماراتزي (13 يوليو 1981 بسويسرا - ) هو لاعب كرة قدم سويسري في مركز الوسط. شارك مع منتخب سويسرا تحت 21 سنة لكرة القدم ومنتخب سويسرا لكرة القدم. أما مع النوادي، فقد لعب مع نادي سيون ونادي لوزان ويافردون سبور ‏.

## وصلات خارجية
- نيكولاس ماراتزي على موقع قاعدة بيانات كرة القدم.إي يو (الإنجليزية)
- نيكولاس ماراتزي على موقع عالم كرة القدم.نت (الإنجليزية)